# 大竜忠博
大竜 忠博（だいりゅう ただひろ、1960年9月30日 - ）は、大阪府大阪市西成区出身で大鵬部屋所属の元大相撲力士。本名は、佐藤 忠博（さとう ただひろ）、旧姓は永本（ながもと）、帰化前は黄 忠博（ファン チュンパク）。身長181cm、体重157kg、血液型B型。得意手は左四つ、寄り。最高位は東十両4枚目（1990年1月場所、1994年11月場所）。現在は年寄・大嶽。

## 来歴

### 現役時代から部屋付き親方時代
中学校ではサッカー部に所属していたが、卒業後に知人の紹介で大鵬部屋に入門する。大鵬に「きみはベンツに乗ったことがあるか?」と聞かれ「いえ、ないです」と答え、「乗りたいか」と問われた大鵬に「はい」と頼んだことでそのまま東京に連れて行かれ、その流れで入門が決まった。
1976年5月場所に初土俵を踏み、順調に番付を上げ、1979年7月場所には18歳で幕下に昇進したが、以降9年近く幕下で相撲を取る。
1987年9月場所は西幕下4枚目の地位で迎え、勝ち越せば関取昇進確実と見られたが、3勝4敗と負け越し。千秋楽打ち上げパーティで自棄になって酒を飲み過ぎた大竜は後援者から「お前は稽古をしないから負けた」と言われ、自分の努力や苦労を知らない後援者に腹を立てた大竜は「お前は稽古見たことがあるのか」と後援者に食って掛かり、後援者を大事にする大鵬親方はこれを見て大竜をボコボコに殴った。大竜は大鵬に向かって「こんな部屋、辞めてやる!」と大騒ぎしたが、翌日先輩に背中を押されて廃業する覚悟で大鵬の所へ行くと大鵬は「お前の努力は俺が一番知っている。悔しいだろう。辞めないで頑張れ。（十両に）上がって見返してやれ」と許した。
1988年3月場所に十両に昇進。8勝7敗と勝ち越し、十両に定着した。怪我もあり、何度か幕下に陥落したが、左四つ得意で1994年11月場所には自己最高位の東十両4枚目まで番付を上げた。幕内昇進の期待も有ったが6勝9敗と負け越し入幕はならなかった。
1995年5月場所中に右膝を故障。途中休場し翌7月場所に幕下に陥落した。それ以降、2回十両に復帰したが、右膝の調子が思わしくなく、2回とも負け越し幕下に陥落している。
1997年7月場所を最後に現役を引退。幕内経験は無かったが、当時の規定では十両連続20場所、又は十両通算25場所以上経験した力士に年寄資格があったため、年寄・大嶽を借りて15代として襲名した。最高位が十両であった力士が年寄を襲名したのは森ノ里改め11代尾上以来40年ぶりの出来事であった。以後佐ノ山、山響を経て年寄・二子山を襲名し、大鵬部屋→大嶽部屋の部屋付きの親方として後進の指導に当たっていた。日本相撲協会では長きに渡り決まり手係を務め、大山親方（元前頭2・大飛）の右腕となり、新たな決まり手の整理・命名の取り纏めに取り組んだ。また、指導熱心で真面目な性格が買われ、引退直後から相撲教習所の実技担当講師として指導し、入門間もない若い力士の信頼を得た。
大竜にとって大鵬は、現役時代から親方時代に至るまで怖い親方であったようであり、本人曰く「99％怒られていましたね」とのことだが、残り1%の感謝・労いの言葉で大竜は頑張れたという

### 大嶽部屋師匠時代
2010年7月、16代大嶽（元関脇貴闘力）が大相撲野球賭博問題で協会から解雇処分を受けたため、17代大嶽として年寄名跡を取得・再襲名した上で部屋を継承した。事務能力に非常に長けており、協会内での評価も高いという。指導者としては初のムスリム力士の大砂嵐、大鵬の孫である王鵬、夢道鵬が関取に昇進している。
大鵬から先代大嶽に引き継がれた露鵬が素行不良の末に大麻問題で解雇された前例を教訓として大砂嵐の生活指導を徹底している。幕下時代の大砂嵐が他の部屋の力士から食事に誘われた際、「土俵に上がったらみんな敵。情が湧いてしまってはいけない」と許さず、2013年9月場所初日前日に「ストレス発散のために秋葉原をぶらぶら歩きたい」と申し出た際も、却下したという。こうした方針については「がんじがらめにするのが正解なのかはわからない」と手探り状態だが「遊びたいなら相撲をやめて好きにすればいい。横綱になるという夢があるのだから、そこに近づくためにどうしたらいいか考えなければ」とも明かしている。
新入幕の決定した大砂嵐に対して「外出は許可制、門限は午後10時、彼女を作る必要もない」と厳しい態度を今後も取り続ける意向を示した。また、入幕会見中に大砂嵐が自身を「オレ」と呼んだ際はその都度「オレではない、私」と訂正を促す一幕があった。だが、その大砂嵐は最終的には不祥事によって引退勧告を受けており、大砂嵐の引退が決定した2018年3月9日の大阪市内のホテルで行われた年寄総会後「（規律について）うるさく言っていたつもりだが、本人には響いていなかったのかな。残念であり、悔しい」と声を落とした。当時の報道によると、大砂嵐は日本に彼女がいながら2016年6月に帰国中、同郷のエジプト人女性と大嶽に無断で結婚したといい、散々礼儀や躾に口うるさくしていた中での裏切りとあって大嶽はそれ以来「もうあんなヤツ知らん!」と匙を投げたという。協会員ではない評議員だったため処分の対象にならず、大砂嵐の監督責任を問う処分は直接下されなかったが、29日の相撲協会の定例理事会では、自身の報酬の10％を2ヶ月自主返納することが決定。
貴闘力の発言によれば大砂嵐の引退後のある時、ウクライナ出身のソコロフスキー・セルギイ（後の獅司）を入門させてあげてほしいと貴闘力に頼まれたが、前述のとおり露鵬、大砂嵐と自身が指導（露鵬は部屋付き親方として、大砂嵐は師匠として）した外国人力士が立て続けに不祥事で引退したことが悪い印象として残っていたらしく、「もう外国人は懲り懲り」と言って断ったという。
2014年の日本相撲協会の公益財団法人移行に際して評議員として選任され年寄を一時的に退任したため、2014年3月場所から2018年3月場所までの25場所は、評議員として本名「佐藤 忠博」名義で番付に記載されていた（年寄株「大嶽」は所有）。2018年3月26日に、評議員を退任した。2018年5月現在は、役員以外の親方衆で構成される年寄会の副会長を務めている。同年7月に相撲協会理事会で全ての親方は五つある一門のなかのいずれかに所属することが決定されたため、二所ノ関一門への加入を申請し、同年9月21日に認められた。
2018年11月、部屋所属の幕下力士・神嶽が福岡市東区内で大嶽の知人名義の乗用車を酒気帯び運転し、ガードレールに車をぶつける事故を起こし、福岡県警東警察署に事情聴取され書類送検された（神嶽は11月場所全休後、日本相撲協会に引退届を提出し受理される）。本件を受けて場所後の11月29日、前述の大砂嵐、神嶽の一件と不祥事が相次いだことから大嶽の監督責任が問われ、6か月間20%の減給処分を受けた。
2023年1月19日で自身に部屋を譲った師匠の大鵬の死去から丸10年の節目を迎え、本人も取材に応じた。取材によると部屋継承は「私の名前では弟子は入りません。できません」と2度断っており、1度目に断ったのは自身が師匠に初めて逆らった出来事であったが、3度目に病床で大鵬に頭を下げられて「弟子が師匠にこんなことをさせてはいかん」と引き受けた。大鵬の孫3人を弟子として引き受けると「お前の指導が悪い」と部屋に苦情の電話が掛かり、インターネット上で「大竜なんかに育てられないだろ」と陰口を叩かれた。しかし師匠の大鵬を人生の全てと位置付けていた大嶽は、バッシングさえも激励と受け止めた。

### 停年後
2025年9月29日で停年を迎えるため、同日に大嶽部屋を片男波部屋の部屋付き親方である17代熊ヶ谷（元前頭・玉飛鳥）に継承させて師匠を降り、自身は18代熊ヶ谷を襲名、参与として15年ぶりに大嶽部屋の部屋付き親方として残ることが決まっている。

## 主な成績
- 通算成績：555勝509敗28休 勝率.522
- 十両成績：173勝195敗7休 勝率.470
- 現役在位：127場所
- 十両在位：25場所

### 場所別成績
| | 一月場所 初場所（東京） | 三月場所 春場所（大阪） | 五月場所 夏場所（東京）   | 七月場所 名古屋場所（愛知） | 九月場所 秋場所（東京） | 十一月場所 九州場所（福岡） |
| --- | ----------------------- | ----------------------- | ------------------------- | --------------------------- | ----------------------- | --------------------------- |
| 1976年 （昭和51年） | x                       | x                       | （前相撲）                | 西序ノ口15枚目 3–4          | 東序ノ口9枚目 5–2       | 西序二段86枚目 4–3          |
| 1977年 （昭和52年） | 東序二段58枚目 4–3      | 西序二段32枚目 2–5      | 西序二段61枚目 休場 0–0–7 | 西序二段106枚目 6–1         | 東序二段43枚目 4–3      | 西序二段19枚目 3–4          |
| 1978年 （昭和53年） | 東序二段32枚目 5–2      | 西三段目81枚目 4–3      | 西三段目61枚目 5–2        | 東三段目34枚目 2–5          | 東三段目59枚目 5–2      | 東三段目29枚目 4–3          |
| 1979年 （昭和54年） | 東三段目19枚目 3–4      | 西三段目34枚目 2–5      | 東三段目63枚目 7–0        | 東幕下58枚目 2–5            | 西三段目22枚目 5–2      | 西幕下60枚目 5–2            |
| 1980年 （昭和55年） | 西幕下38枚目 3–4        | 西幕下48枚目 3–4        | 西三段目3枚目 4–3         | 西幕下55枚目 3–4            | 東三段目8枚目 2–5       | 西三段目29枚目 4–3          |
| 1981年 （昭和56年） | 東三段目14枚目 4–3      | 西三段目2枚目 4–3       | 東幕下49枚目 3–4          | 東幕下56枚目 休場 0–0–7     | 東三段目31枚目 4–3      | 西三段目20枚目 5–2          |
| 1982年 （昭和57年） | 西幕下56枚目 3–4        | 西三段目8枚目 6–1       | 西幕下33枚目 2–5          | 東幕下57枚目 4–3            | 東幕下46枚目 3–4        | 西三段目筆頭 5–2            |
| 1983年 （昭和58年） | 東幕下39枚目 5–2        | 西幕下24枚目 3–4        | 東幕下38枚目 4–3          | 東幕下29枚目 5–2            | 西幕下14枚目 4–3        | 西幕下9枚目 3–4             |
| 1984年 （昭和59年） | 東幕下18枚目 3–4        | 西幕下30枚目 3–4        | 東幕下43枚目 5–2          | 西幕下24枚目 5–2            | 西幕下14枚目 3–4        | 西幕下22枚目 4–3            |
| 1985年 （昭和60年） | 東幕下16枚目 5–2        | 東幕下7枚目 2–5         | 西幕下27枚目 6–1          | 東幕下11枚目 3–4            | 西幕下18枚目 4–3        | 西幕下11枚目 4–3            |
| 1986年 （昭和61年） | 東幕下7枚目 3–4         | 東幕下14枚目 4–3        | 東幕下9枚目 2–5           | 西幕下25枚目 4–3            | 西幕下16枚目 3–4        | 西幕下20枚目 4–3            |
| 1987年 （昭和62年） | 東幕下14枚目 2–5        | 東幕下32枚目 6–1        | 東幕下14枚目 4–3          | 西幕下9枚目 4–3             | 西幕下4枚目 3–4         | 東幕下8枚目 5–2             |
| 1988年 （昭和63年） | 西幕下2枚目 5–2         | 西十両11枚目 8–7        | 東十両9枚目 8–7           | 東十両6枚目 6–9             | 東十両11枚目 9–6        | 西十両6枚目 6–9             |
| 1989年 （平成元年） | 東十両11枚目 8–7        | 西十両10枚目 8–7        | 東十両8枚目 6–9           | 東十両12枚目 6–9            | 西幕下筆頭 5–2          | 東十両11枚目 9–6            |
| 1990年 （平成2年） | 東十両4枚目 6–9         | 西十両7枚目 7–8         | 東十両9枚目 9–6           | 西十両4枚目 5–10            | 西十両11枚目 6–9        | 東幕下2枚目 2–5             |
| 1991年 （平成3年） | 西幕下13枚目 2–5        | 西幕下28枚目 4–3        | 西幕下22枚目 4–3          | 西幕下14枚目 4–3            | 西幕下10枚目 3–4        | 西幕下16枚目 5–2            |
| 1992年 （平成4年） | 西幕下8枚目 3–4         | 西幕下15枚目 4–3        | 東幕下12枚目 3–4          | 西幕下16枚目 3–4            | 西幕下23枚目 5–2        | 西幕下12枚目 4–3            |
| 1993年 （平成5年） | 東幕下7枚目 5–2         | 西幕下2枚目 5–2         | 東十両12枚目 6–9          | 西幕下2枚目 2–5             | 西幕下16枚目 4–3        | 東幕下13枚目 4–3            |
| 1994年 （平成6年） | 西幕下8枚目 4–3         | 西幕下4枚目 6–1         | 西十両11枚目 8–7          | 西十両9枚目 8–7             | 東十両7枚目 8–7         | 東十両4枚目 6–9             |
| 1995年 （平成7年） | 西十両9枚目 8–7         | 東十両8枚目 8–7         | 西十両6枚目 3–5–7         | 東幕下2枚目 休場 0–0–7      | 東幕下2枚目 5–2         | 西十両12枚目 5–10           |
| 1996年 （平成8年） | 東幕下4枚目 2–5         | 西幕下17枚目 6–1        | 東幕下4枚目 6–1           | 東十両13枚目 6–9            | 東幕下4枚目 2–5         | 西幕下12枚目 5–2            |
| 1997年 （平成9年） | 西幕下4枚目 2–5         | 東幕下15枚目 2–5        | 西幕下29枚目 4–3          | 西幕下21枚目 引退 3–4–0     | x                       | x                           |
| 各欄の数字は、「勝ち-負け-休場」を示す。 優勝 引退 休場 十両 幕下 三賞：敢=敢闘賞、殊=殊勲賞、技=技能賞 その他：★=金星 番付階級：幕内 - 十両 - 幕下 - 三段目 - 序二段 - 序ノ口 幕内序列：横綱 - 大関 - 関脇 - 小結 - 前頭（「#数字」は各位内の序列） |                         |                         |                           |                             |                         |                             |

## 改名歴
- 永本 忠博（ながもと ただひろ）1976年5月場所〜1979年7月場所、1979年11月場所、1980年3月場所〜9月場所
- 永本 忠晴（-ただはる）1979年9月場所、1980年1月場所
- 大竜 忠博（だいりゅう ただひろ）1980年11月場所〜1982年5月場所、1982年9月場所〜1997年7月場所
- 大竜 忠晴（-ただはる）1982年7月場所

## 年寄変遷
- 大嶽 忠博（おおだけ ただひろ）1997年7月〜2002年9月
- 佐ノ山 忠博（さのやま-）2002年9月〜2005年4月
- 山響 忠博（やまひびき-）2005年4月〜2006年12月
- 二子山 忠博（ふたごやま-）2006年12月〜2010年7月
- 大嶽 忠博（おおたけ ただひろ）2010年7月〜